# Haagsch Maandblad

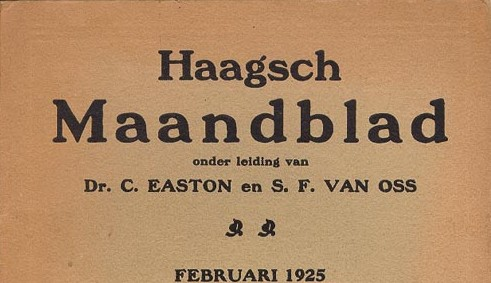
Het Haagsch Maandblad van februari 1925

Het Haagsch Maandblad was een Nederlands maandblad dat van 1924 tot 1944 verscheen.
Het blad werd opgericht door Samuel Frederik van Oss en de eerste hoofdredacteur Cornelis Easton omdat zij bestaande maandbladen, zoals De Gids, niet levendig genoeg vonden.
Easton werd na zijn dood in 1929 opgevolgd door William Westerman. Onder zijn leiding sloeg het Haagsch Maandblad een conservatieve koers in. In 1934 gaf Van Oss Westerman het verliesgevende blad cadeau.
In 1935 fuseerde het met het maandblad Vragen van den dag. Tijdens de Duitse bezetting was het Haagsch Maandblad vooral gewijd aan weinig actuele onderwerpen.